# Ascenseur d'Einstein
L'ascenseur d'Einstein est une expérience de pensée utilisée par Albert Einstein dès 1908 pour justifier son principe d'équivalence qui est un des principes à la base de la relativité générale.

## Description de l'expérience de pensée

La chute d'un objet vue par un observateur extérieur (à gauche), et vue par l'hôte de l'ascenseur (à droite).
Ici le géant est remplacé par un moteur à accélération constante ou variable.

Einstein a utilisé l'image d'un ascenseur dans le vide astral (aucun champ de force extérieur à l'ascenseur), tiré vers le haut avec une accélération constante par un géant. On remarquera que cette expérience de pensée n'utilise que des phénomènes mécaniques.
- Si les parois sont transparentes, un physicien placé à l'extérieur observerait que des objets tenus puis lâchés simultanément par une personne placée à l'intérieur, seraient propulsés à la même vitesse dans la même direction que l'ascenseur, conserveraient leur vitesse commune du fait du principe d'inertie, tout en étant rattrapés simultanément par le sol de l'ascenseur (dont la vitesse augmente à accélération constante, par hypothèse).
- Si les parois sont opaques, un physicien placé à l'intérieur verrait que tous les objets qu'il lâche simultanément dans l'ascenseur tombent simultanément, quelles que soient leurs masses. Le physicien connaissant la loi de la gravitation, et sans rien savoir de l'extérieur, peut conclure que son ascenseur est immobile dans un champ de gravitation constant, comme à la surface de la Terre ou d'une autre planète.

Le raisonnement du physicien enfermé ne tient que dans la mesure où il admet la loi de gravitation, notamment l'égalité entre la masse inertielle et la masse gravifique qui seule peut justifier l'égalité de vitesse de la chute de corps de masses différentes par la force de gravitation.
Si l'ascenseur est suffisamment vaste, le physicien enfermé peut commencer à expérimenter son environnement pour voir si cette gravitation est semblable à celle autour d'un centre de gravité : modification avec l'altitude, parallélisme, convergence ou divergence des forces, etc. Et dans ce cas, il trouvera des différences.
Si le référentiel est accéléré de manière différente, variable, la force observée par le physicien qui y est soumis sera identifiable à une gravitation car tous les objets y seront soumis de la même manière, mais une gravitation variable : enfermé dans sa boîte, il pourra dans certains cas modéliser ce qu'il observe par la gravitation de plusieurs corps célestes massifs simultanés, mais rien ne le garantit.
Par cette expérience de pensée, Einstein montre que les effets locaux de la gravitation et d'un référentiel accéléré pour l'observateur ne sont pas physiquement distinguables par une expérience mécanique : il y a équivalence locale. Cela explique du même coup l'équivalence entre masse de gravitation (liée à l'attraction des corps) et masse d'inertie (résistance au changement de vitesse).

## Influence de la gravitation sur la lumière
Einstein montre que, suivant cette expérience de pensée, la gravitation doit courber un rayon lumineux. Il imagine qu'un rayon lumineux va en ligne droite dans le référentiel non accéléré, qu'il se propage à une vitesse finie, et qu'il entre par une petite ouverture dans l'ascenseur : pour l'observateur présent dans l'ascenseur (c'est-à-dire pour le référentiel ayant un mouvement accéléré vertical par rapport au référentiel précédent), le rayon lumineux est courbé comme le serait la trajectoire d'une balle qui entrerait par cette ouverture. Pour cet observateur, aux yeux de qui son référentiel subit simplement un effet gravitationnel, la courbure du rayon ne peut être qu'un effet de la gravitation sur la lumière. Cet effet, précisé dans la relativité générale, sera par la suite confirmé par les observations relevées par le physicien Arthur Eddington en 1919 lors d'une éclipse solaire en Inde (voir Tests expérimentaux de la relativité générale).

## Chute libre et référentiel galiléen (inertiel)
Une situation particulière pour un ascenseur est d'être en chute libre dans un champ de gravitation, et dans le vide (aucun autre champ de force extérieur à l'ascenseur). 
- Si les parois sont transparentes, un observateur extérieur voit tous les objets qui y sont, tomber à la même vitesse, en vertu du principe d'équivalence faible, et à la même vitesse que la cabine d'ascenseur.
- Si les parois sont opaques, un observateur à l'intérieur voit tous les objets qui l'entourent dégagés de toute gravitation, en impesanteur, soumis à la seule loi de l'inertie ou d'autres forces extérieures qui peuvent s'exercer sur eux (tels l'électromagnétisme, des poussées du physicien ou des chocs entre eux). Le référentiel de la cabine d'ascenseur est donc un référentiel inertiel (galiléen), local et de durée limitée en général.

Ce cas particulier, aussi valable en physique classique qu'en physique relativiste (dans la mesure où la gravitation y est incluse), permet de définir des référentiels galiléens auxquels personne n'avait pensé avant Einstein, et oblige à considérer que tous les référentiels inertiels ne sont pas en translations à vitesse constante les uns par rapport aux autres. Il permet aussi de généraliser les égalités tensorielles valables en relativité restreinte (où tous les référentiels sont inertiels) en égalités tensorielles de la relativité générale.